# Ivica Šurjak
Ivica Šurjak (Split, 1953. március 23. –) horvát labdarúgó.

## Pályafutása

### A válogatottban
1973 és 1982 között 54 alkalommal szerepelt a jugoszláv válogatottban és 10 gólt szerzett. Részt vett az 1974-es és az 1982-es világbajnokságon, illetve az 1976-os Európa-bajnokságon.

## Sikerei, díjai
Hajduk Split
- Jugoszláv bajnok (3): 1973–74, 1974–75, 1978–79
- Jugoszláv kupa (5): 1971–72, 1972–73, 1973–74, 1975–76, 1976–77

Paris Saint-Germain
- Francia kupa (1): 1981–82